# Annia Cornificia Faustina la Jeune
Annia Cornificia Faustina la Jeune (Annia Cornificia Faustina Minor en latin, 160-212 après J.-C.) était la fille de l'empereur romain Marc Aurèle et de son épouse Faustine la Jeune. Elle était la sœur de Lucilla et de Commode. Ses grands-parents maternels étaient Antonin le Pieux et Faustine l'Ancienne, et ses grands-parents paternels étaient Domitia Lucilla et le préteur Marcus Annius Verus. Son nom est un hommage à sa défunte tante paternelle, Annia Cornificia Faustina.

## Biographie
Cornificia Faustina est née et a grandi à Rome. Elle fut l'épouse d'un homme politique originaire d'Afrique romaine, Marcus Petronius Sura Mamertinus, consul en 182. Ils eurent un fils nommé Petronius Antoninus, né après 173. Il est possible que Cornificia Faustina et sa famille se trouvaient aux côtés de Marc Aurèle quand il mourut dans un camp d'hiver au début de l'année 180[réf. nécessaire].
Son frère Commode succéda à leur père en tant qu'empereur. Entre 190 et 192, il ordonna la mort de son mari, de son fils, de son beau-frère et de la famille de sa belle-sœur. Cornificia a survécu aux exécutions politiques de Commode. Elle a plus tard épousé Lucius Didius Marinus, un puissant noble romain de rang équestre qui a servi comme procurateur dans diverses provinces. Il devint plus tard collecteur d'impôts et tribun de la première cohorte prétorienne[réf. nécessaire].
En 193, Elle entretint durant le bref règne de Pertinax une liaison avec celui-ci. En 212, alors qu'elle avait une cinquantaine d'années, Caracalla ordonna sa mort et celle de son fils, éliminant ainsi le dernier enfant encore en vie de Marc Aurèle et de Faustine la Jeune. L'historien Dion Cassius relate les circonstances de sa mort :
Ses derniers mots furent : "Ma pauvre et malheureuse âme, prisonnière d'un corps indigne, sors, sois libre, montre leur que tu es la fille de Marc Aurèle !" Puis elle ôta ses parures, se ressaisit, s'ouvrit les veines et mourut.